# Bergelmir (Mond)
Bergelmir (auch Saturn XXXVIII) ist einer der kleineren äußeren Monde des Planeten Saturn.

## Entdeckung
Die Entdeckung von Bergelmir durch David C. Jewitt, Scott S. Sheppard, Jan Kleyna und Brian G. Marsden auf Aufnahmen vom 12. Dezember 2004 bis zum 9. März 2005 wurde am 3. Mai 2005 bekannt gegeben. 

Bergelmir erhielt zunächst die vorläufige Bezeichnung S/2004 S 15. Im April 2007 wurde der Mond dann nach dem Riesen Bergelmir, einem Enkel des Ymir, aus der nordischen Mythologie benannt.

## Bahndaten
Bergelmir umkreist Saturn auf einer retrograden exzentrischen Bahn in rund 985 Tagen und 23 Stunden. Die Bahnexzentrizität beträgt 0,123, wobei die Bahn mit 157,39° gegen die Ekliptik geneigt ist.

## Aufbau und physikalische Daten
Bergelmir besitzt einen Durchmesser von etwa 6 km.